# BURRDA
BURRDA SPORT is een Zwitsers sportkledingbedrijf dat schoenen en kleding produceert voor sporten zoals voetbal, rugby, handbal, hardlopen en voor training. Haar hoofdkantoor zetelt in Genève, Zwitserland. Ook is er een vestiging voor de markt in het Midden-Oosten geopend in Doha.
BURRDA is officieel kledingleverancier van verschillende Europese clubs en nationale teams, met een focus op het Midden-Oosten en het Golfgebied, waar het innovatieve materialen voor de warme temperaturen ontwikkelt.
Er is geen link met het naaipatroontijdschrift Burda.

## Kledingleverancier

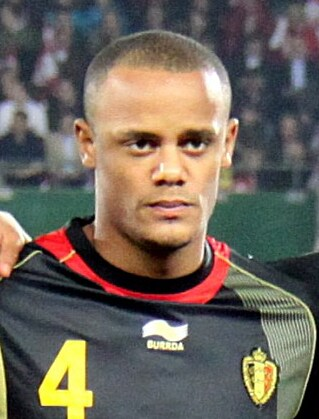
Vincent Kompany in BURRDA-uitrusting van het Belgisch voetbalelftal

De volgende teams dragen of droegen kleding van BURRDA:

### Voetbal

##### Nationaal elftal
- België (tot en met WK 2014)
- Tunesië

##### Club teams
- FC Twente (seizoen 2011/12)
- Wolverhampton Wanderers
- OGC Nice (vanaf seizoen 2011/12)
- Al-Sadd
- Al-Gharrafa
- Al-Arabi

### Handbal
- Egypte
- Groot-Brittannië
- Verenigde Staten

### Rugby
- Northampton Saints
- Scarlets

## Trivia
- Burda is het Arabische woord voor textiel.